# Only Friends
Only Friends es un programa de televisión chileno de entrevistas, debate e interés general producido y transmitido Mega. Es conducido por José Antonio Neme y Francisca García-Huidobro, y se estrenó el 9 de agosto de 2025. El programa reúne a diferentes personalidades del mundo de la política, el espectáculo, el deporte y otras áreas, de diversas opiniones y posturas ideológicas, con la intención de que se genere diálogo entre los invitados.

## Temporadas
| Temporada | Temporada | Programas | Estreno             | Final | Índice de audiencia promedio |
| --------- | --------- | --------- | ------------------- | ----- | ---------------------------- |
|           | 1         | 1         | 9 de agosto de 2025 |       | 395 000                      |

### Primera temporada: 2025
| N.º Serie | N.º Temp. | Fecha de emisión             | Invitados | Rating  |
| --------- | --------- | ---------------------------- | --- | ------- |
| 1         | 1         | Sábado, 9 de agosto de 2025  | María José López (empresaria) Daniel Valenzuela (presentador de televisión) Chiqui Aguayo (comediante) Joaquín Méndez (presentador de televisión) | 395 000 |
| 2         | 1         | Sábado, 16 de agosto de 2025 | Patricia Maldonado (presentadora de televisión) Cristián de la Fuente (actor) Javiera Acevedo (actriz) José Alfredo Fuentes (cantante)            |         |